# Алесандро Костакурта
Алесандро Костакурта (итал. Alessandro Costacurta; 24. април 1966) је италијански фудбалски тренер и бивши фудбалер. Костакурта је 20 година наступао за Милан, уз једногодишњу позајмицу у Монци.

## Каријера
Костакурта је са Миланом освојио Серију А седам пута, и Лигу шампиона четири пута (1989, 1990, 1994, 2003). Постао је најстарији фудбалер који је икада заиграо у Лиги шампиона, у поразу Милана до 1:0 против АЕК-а, 21. новембра 2006, са 40 година и 211 дана.
Дана 7. маја 2007, у 41 години, најавио је своје повлачење из активног фудбала на крају сезоне 2006/07. Остао је у клубу, као други помоћник тренеру Анчелотију. Као тренер једну сезону тренирао је Мантову.
Костакурта је за репрезентацију Италије наступао 59 пута и постигао два гола.